# Kit Carson (film 1903)
Kit Carson è un cortometraggio muto del 1903 diretto da Wallace McCutcheon. Fu il primo dei numerosi film dedicati alla figura del celebre esploratore, guida e cacciatore del West.

## Produzione
Il film fu prodotto dall'American Mutoscope & Biograph. Venne girato nello stato di New York, sulle Adirondack Mountains dal 3 settembre all'8 settembre 1903.

## Distribuzione
Distribuito dall'American Mutoscope & Biograph e dalla Kleine Optical Company, il film uscì nelle sale cinematografiche USA nell'ottobre 1903.